# Berthold Cahn

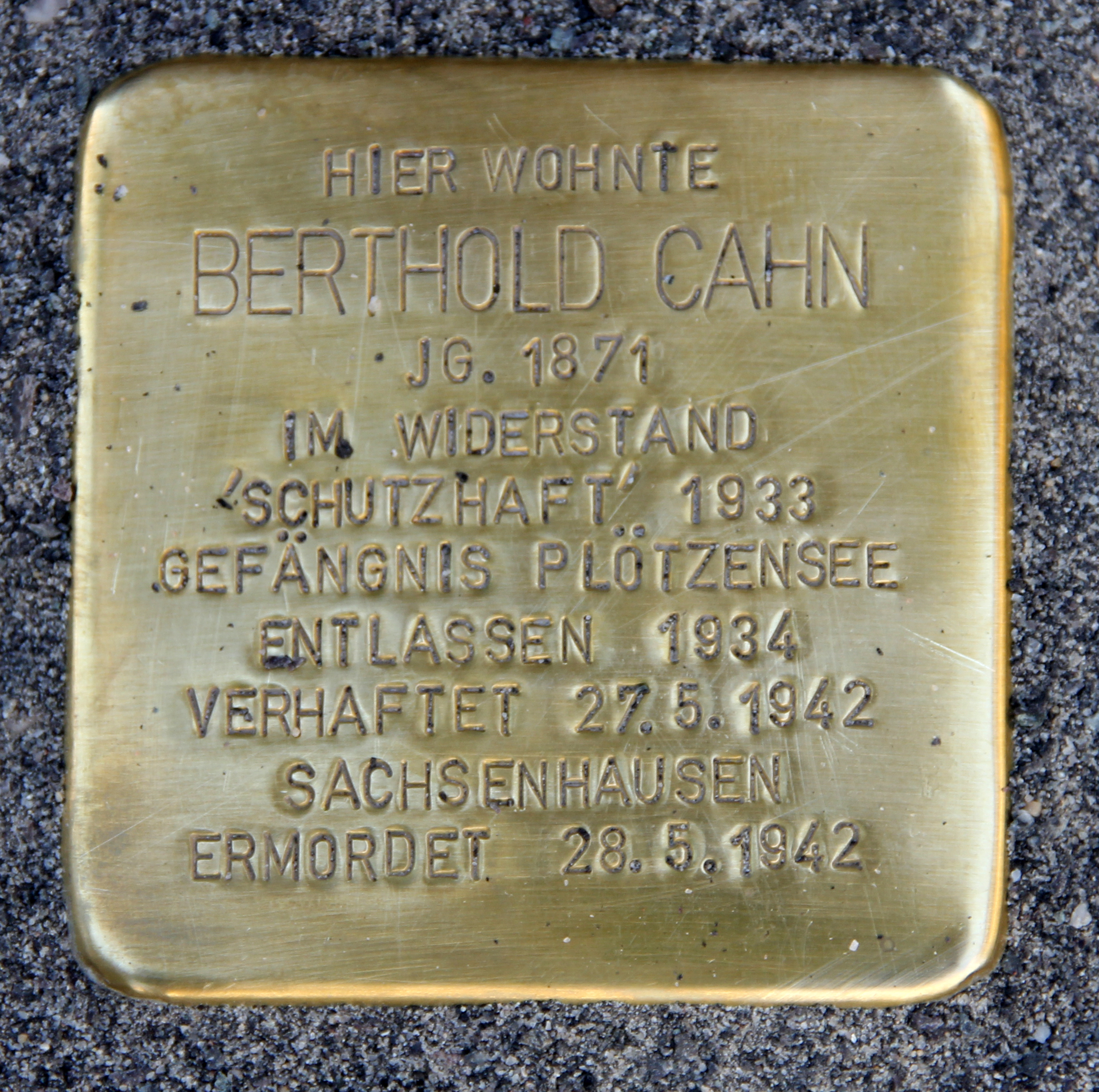
Stolperstein für Berthold Cahn, Wadzeckstraße 3 in Berlin-Mitte

Berthold Cahn (* Mai 1871 in Langenlonsheim; † 28. Mai 1942 im KZ Sachsenhausen) war ein deutscher Anarchist, Lagerarbeiter und Hausdiener. Zwischen 1910 und 1933 war er einer der wichtigsten Versammlungsredner der deutschen anarchistischen Bewegung. Er wurde Opfer des NS-Regimes.

## Leben

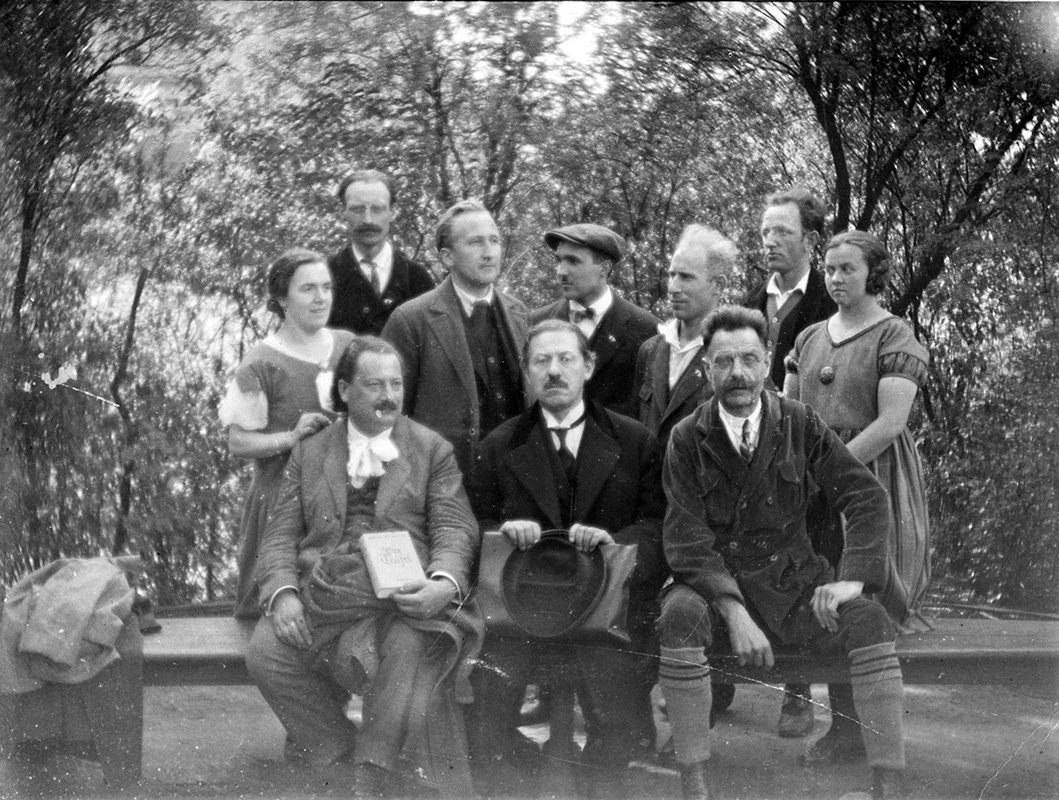
Berthold Cahn (mit Aktentasche) und der österreichische Aktivist Pierre Ramus (vorne links) im Kreise von Bremer Anarchisten, 1930

Cahn trat 1904 der anarchistischen Bewegung bei und hielt ab 1908 Referate bei Volksversammlungen, Gruppentreffen und anarchosyndikalistischen Gewerkschaftsgruppen der Freien Arbeiter-Union Deutschlands (FAUD). Als einziger Referent war er in den zwanziger Jahren sowohl bei den Gruppen der Föderation Kommunistischer Anarchisten Deutschlands, der anarchistischen Vereinigung um Erich Mühsam und der FAUD hoch geschätzt. Das Themenspektrum seiner Vorträge galt als äußerst umfangreich: Antimilitarismus, Kampf gegen Menschenrechtsverletzungen, Eintreten für politisch Verfolgte, gegen Rassismus und Antisemitismus, für freie Erziehung, gegen Ausbeutung und für eine umfassende gesellschaftliche Erneuerung auf freiheitlich-sozialistischer Grundlage. Wegen seines Engagements für den Anarchismus musste Cahn lange Zeiten von Arbeitslosigkeit und zahlreiche Haftstrafen in Kauf nehmen, zeitweise lebte er am Existenzminimum. Während des Ersten Weltkriegs wurde er 21 Monate in Schutzhaft interniert.
Als Autor publizierte er vor allem in der Zeitschrift Der freie Arbeiter, deren zeitweiliger Herausgeber er auch war. Er veröffentlichte darin ca. 50 namentlich gekennzeichnete Beiträge und zehn Gedichte. Lange Zeit wurde behauptet, er sei während der Reichspogromnacht am 9. November 1938 ermordet worden. Tatsächlich gehörte Cahn zu den 250 Jüdinnen und Juden, die am 28. und 29. Mai 1942 nach dem Anschlag der jüdisch-kommunistischen Gruppe um Herbert und Marianne Baum auf die NS-Propagandaausstellung Das Sowjet-Paradies auf Befehl Himmlers im Konzentrationslager Sachsenhausen erschossen wurden.

## Verhaftungen
In einem Polizeibericht wurde Cahn erstmals 1903 erwähnt und seitdem von der politischen Polizei beobachtet. Seine erste zweimonatige Haftstrafe verbüßte er ab dem 20. August 1912 in Tegel, nachdem Ausgabe 17 des Freien Arbeiters wegen Aufforderung zum Ungehorsam gegen die Gesetze und Aufreizung zum Klassenhass beschlagnahmt worden war und Cahn sich als verantwortlicher Redakteur vor Gericht selbst verteidigt hatte. Er verließ die Haft „bei nicht besonders guter Gesundheit“. Die Verurteilung wegen eines Artikels in Ausgabe 32 vom 10. August 1912 brachten ihm als Strafmaß nochmals drei Monate Haft, weitere drei Monate erhielt er für eine Rede vom 2. Dezember 1912, in beiden Fällen für den erneuten Aufruf zum Klassenhass. Erst am 26. September 1913 kam er wieder frei. 1915 erhielt er Post nur noch nach vorheriger Zensur und Freigabe, nachdem mit Kriegsbeginn polizeiliche Maßnahmen ohne gerichtliche Verfahren durch das Preußische Gesetz über den Belagerungszustand möglich wurden.
Am 2. März 1915 erfolgte ohne Anklage die Verhaftung, die ihn 21 Monate bis zum 2. November 1916 in Schutzhaft bringen sollte. Noch am Tag seiner Entlassung sprach er in einer von Rudolf Oestreich einberufenen geheimen Versammlung über seine Haft: „In der Schutzhaft herrschen sehr traurige Zustände. Nichts ist in Ordnung. Wanzen und Krätze fressen den Menschen bald auf. Der Kalk fällt von den Wänden und von der Decke tropft das Wasser regenartig. Die Heizung funktioniert nicht, so dass z.B. im vergangenen Winter die Fensterscheiben mit einer fünf Zentimeter starken Eisschicht bedeckt waren.“ Durch die Haftbedingungen hatte er sich ein schweres Lungenleiden zugezogen und konnte erst im Februar 1917 wieder politisch aktiv werden.
Nach der Machtübergabe an die Nationalsozialisten wurden Cahn und sein Mitbewohner Fritz Scherer am 2. Dezember 1933 verhaftet. Während sein Mitbewohner nach 12 Tagen entlassen wurde, blieb Cahn in Haft und wurde am 5. Mai 1934 wegen Vorbereitung zum Hochverrat zu 18 Monaten Gefängnis verurteilt. Bis zum 4. März 1935 war er in Berlin-Plötzensee inhaftiert, wobei offenbar die Zeit seiner Untersuchungshaft angerechnet wurde. Wie sein Mitbewohner Fritz Scherer als Zeuge nach dem Zweiten Weltkrieg aussagte, hatte ihm die Hausverwalterin wenige Tage nach den Novemberpogromen mitgeteilt, dass Berthold Cahn in der Nacht des 9. November 1938 verhaftet worden sei. 14 Tage später berichtete sie Scherer, dass der Hauswart von der Erschießung Cahns erfahren hätte. Das sei das Letzte gewesen, was Scherer damals von Cahn gehört habe.
Aus dem Totenbuch des KZ Sachsenhausen geht hervor, dass Cahn am 27. Mai 1942 zu den 500 Berliner Juden gehörte, die als „Geiseln“ nach dem Brandanschlag auf die NS-Propagandaausstellung Das Sowjet-Paradies verhaftet und ins KZ Sachsenhausen gebracht worden waren. 154 der „Geiseln“ wurden dort am 28. und 29. Mai zusammen mit 96 KZ-Häftlingen als „Vergeltungsaktion“ für den Anschlag erschossen.

## Stolperstein
Die Verlegung eines Stolpersteins durch den Kölner Künstler Gunter Demnig fand am 3. September 2018 vor Cahns letzter Wohnadresse in der Wadzeckstraße (nahe Alexanderplatz)
in Berlin statt. Im Rahmen des stillen Gedenkens wurden dabei einige Gedichte Cahns vorgetragen.